# リビングストン郡 (ケンタッキー州)
リビングストン郡（英: Livingston County）は、アメリカ合衆国ケンタッキー州の西部に位置する郡である。2010年国勢調査での人口は9,519人であり、2000年の9,804人から2.9％減少した。郡庁所在地はスミスランド（人口301人）であり、同郡で人口最大の都市はセイラム市（人口752人）である。リビングストン郡は1799年に設立され、郡名はアメリカ独立宣言を起草した五人委員会の委員の一人であるロバート・リビングストン（1746年-1813年）に因んで名付けられた。
リビングストン郡はイリノイ州にも跨るパデューカ小都市圏に属している。アルコール飲料の販売が制限あるいは禁止されている「ドライ郡」（禁酒郡）である。

## 地理
アメリカ合衆国国勢調査局に拠れば、郡域全面積は342.20平方マイル (886.3 km2)であり、このうち陸地316.08平方マイル (818.6 km2)、水域は26.12平方マイル (67.7 km2)で水域率は7.63％である。

### 主要高規格道路
- 州間高速道路24号線
- アメリカ国道60号線
- アメリカ国道62号線

### 隣接する郡
- ハーディン郡 (イリノイ州) - 北、オハイオ川の対岸
- クリッテンデン郡 - 北東
- ライアン郡 - 南東
- マーシャル郡 - 南
- マクラッケン郡 - 南西
- マサック郡 (イリノイ州) - 西、オハイオ川の対岸
- ポープ郡 (イリノイ州) - 北西、オハイオ川の対岸

## 人口動態
以下は2000年国勢調査による人口統計データである。
| 基礎データ - 人口: 9,804人 - 世帯数: 3,996世帯 - 家族数: 2,893 家族 - 人口密度: 12人/km2（31人/mi2） - 住居数: 4,772軒 - 住居密度: 6軒/km2（15軒/mi2） 人種別人口構成 - 白人: 98.49% - アフリカン・アメリカン: 0.14% - ネイティブ・アメリカン: 0.42% - アジア人: 0.03% - 太平洋諸島系: 0.01% - その他の人種: 0.28% - 混血: 0.63% - ヒスパニック・ラテン系: 0.75% 年齢別人口構成 - 18歳未満: 22.3% - 18-24歳: 7.5% - 25-44歳: 28.2% - 45-64歳: 27.0% - 65歳以上: 14.9% - 年齢の中央値: 40歳 - 性比（女性100人あたり男性の人口） - 総人口: 97.8 - 18歳以上: 97.7 | 世帯と家族（対世帯数） - 18歳未満の子供がいる: 29.5% - 結婚・同居している夫婦: 60.4% - 未婚・離婚・死別女性が世帯主: 7.9% - 非家族世帯: 27.6% - 単身世帯: 24.4% - 65歳以上の老人1人暮らし: 11.0% - 平均構成人数 - 世帯: 2.42人 - 家族: 2.86人 収入と家計 - 収入の中央値 - 世帯: 31,776米ドル - 家族: 39,486米ドル - 性別 - 男性: 33,633米ドル - 女性: 19,617米ドル - 人口1人あたり収入: 17,072米ドル - 貧困線以下 - 対人口: 10.3% - 対家族数: 7.6% - 18歳未満: 10.7% - 65歳以上: 15.8% |

## 都市と町

### 都市
| - セイラム - スミスランド - 郡庁所在地 - カーズビル - グランドリバーズ - レイクシティ | - ローラ - ジョイ - タイライン - ハンプトン - レッドベター - バーナ |

### 国勢調査指定地域
- レッドベター